# Edwin Hennig
Edwin Hennig (27. dubna 1882 Berlín – 12. listopadu 1977 Tübingen) byl německý paleontolog.
Narodil se jako jeden z pěti dětí obchodníkovi, který zemřel když mu bylo 10 let. Studoval přírodní vědy, antropologii a filozofii na Univerzitě ve Freiburgu i jinde. V roce 1906 obhájil doktorát spolu s kolegou Otto von Jaekelem, rovněž budoucím slavným paleontologem. Proslavil se zejména vykopávkami fosilií dinosaurů v africkém Tendaguru (např. stegosaurid rodu Kentrosaurus), revizí pravěké ryby rodu Gyrodus nebo popisem exemplářů pračlověka druhu Australopithecus afarensis. Stejně jako jeho rakouský kolega Othenio von Abel věřil v ortogenezi (evoluci směřující k jakémusi "vyššímu cíli") a v roce 1937 vstoupil do NSDAP. Po skončení války byl proto tzv. denacifikován a přišel o zaměstnání. Do penze odešel v roce 1951.